# Чаевская, Нина Сергеевна
Нина Сергеевна Чаевская (30 июля 1918, Вязьма, Смоленская губерния — 15 октября 2022, Смоленск) ― советский и российский педагог, общественный деятель, Почётный гражданин города Смоленска.

## Биография
Родилась 30 июля 1918 года в городе Вязьме Смоленской губернии в семье работника транспорта. В 1937 году завершила обучение в средней школе № 11 в городе Смоленске и поступила обучаться на исторический факультет Смоленского педагогического института. Получив образование, в годы Великой Отечественной войны была эвакуирована, работала учителем истории в средней школе села Каменка Тамбовской области, а затем её переправили в Алма-Атинскую область. В 1946 году возвратилась в Смоленск и была направлена на партийную работу.
В 1952 году её назначили на должность заведующей отделом пропаганды и агитации Смоленского горкома КПСС, позже была переведена на должность заместителя заведующей отделом пропаганды и агитации Смоленского обкома КПСС.
С 1962 по 1963 год работала в должности начальника управления культуры Смоленского промышленного областного исполнительного Совета депутатов трудящихся.
В 1963 году Нина Сергеевна отказалась исполнять поручение первого секретаря Смоленского промышленного обкома партии Е. Г. Трубицына о составлении плана-графика сноса памятников архитектуры, среди объектов которого значилась Смоленская крепостная стена. Не сумев убедить начальника, она подала заявление об увольнении, чем вызвала широкий общественный резонанс. Её поддержали многие, в газете «Известия» была опубликована критическая статья, решение не состоялось. Её поступок на долгие годы определил для неё народное звание «спасительницы крепостной стены и древних храмов, украшающих город».
С 1963 по 1988 год работала в должности проректора по заочному обучению в Смоленском педагогическом институте.
Активно участвовала в общественно-политической жизни города Смоленска и Смоленской области. На протяжении ряда лет являлась членом Смоленского областного комитета защиты мира, была членом художественного Совета драматического театра, являлась заместителем председателя организационного комитета по проведению музыкального фестиваля имени М. И. Глинки. Дважды её избирали депутатом: в 1953 году городского Совета депутатов трудящихся, в 1963 году Смоленского Промышленного областного Совета депутатов трудящихся.
Решением Смоленского городского Совета от 25 августа 2017 года за значительный вклад в сохранение историко-культурного наследия города Смоленска Нине Сергеевне Чаевской было присвоено звание «Почётный гражданин города Смоленска».
В 2019 году стала лауреатом XI Всероссийской премии «Хранители наследия» в номинации «Подвиг» за спасение от уничтожения в 1960-е годы Смоленской крепостной стены и храмов города.
Скончалась 15 октября 2022 года. Похоронена на Новом кладбище Смоленска.

## Награды и звания
- Орден Дружбы народов
- Медаль «За трудовую доблесть»
- Медаль «За доблестный труд в Великой Отечественной войне 1941—1945 гг.»
- Медаль «Ветеран труда»
- Отличник народного просвещения РСФСР
- другими медалями

- Почётный гражданин города Смоленска (25.08.2017)